# Plinia microcycla
Plinia microcycla är en myrtenväxtart som beskrevs av Ignatz Urban. Plinia microcycla ingår i släktet Plinia och familjen myrtenväxter. Inga underarter finns listade i Catalogue of Life.